# Bernhard Neumann (Mathematiker)

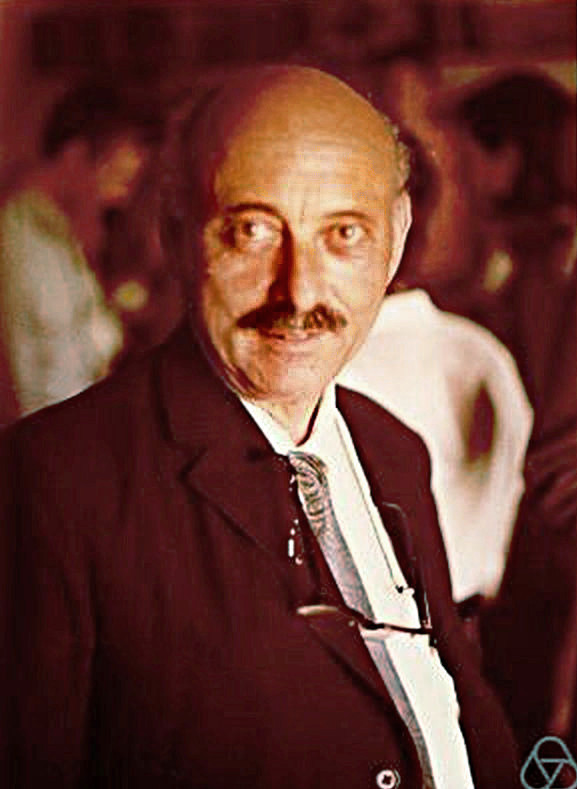
Bernhard Neumann, Erlangen 1970

Bernhard Hermann Neumann (* 15. Oktober 1909 in Berlin; † 21. Oktober 2002 in Canberra) war ein deutsch-britisch-australischer Mathematiker, der sich mit Gruppentheorie (speziell unendlichen Gruppen) beschäftigte.

## Leben und Wirken
Neumann war der Sohn eines AEG-Ingenieurs Richard Neumann und wuchs in Berlin auf. Er studierte ab 1928 an der Albert-Ludwigs-Universität Freiburg und an der Universität Berlin, wo Erhard Schmidt, Robert Remak, Issai Schur, Alfred Brauer und Heinz Hopf zu seinen Lehrern zählten. 1932 wurde er auf Schurs Antrag promoviert (Die Automorphismengruppen der freien Gruppen). Nach der Machtübernahme durch die Nationalsozialisten ging er nach Amsterdam und dann nach Cambridge, wo er 1935 nochmals bei Philip Hall promoviert wurde (Identical relations in groups). Danach war er unbezahlter Assistent in Cambridge und dann ab 1937 Assistant Lecturer an der Universität Cardiff. 1939 ging er kurz nach Deutschland, um seine (protestierenden!) jüdischen Eltern nach England zu bringen. Während des Zweiten Weltkriegs war er kurz interniert und dann in der britischen Armee, zuletzt in Berlin bei der militärischen Aufklärung. 1946 wurde er Lecturer in Hull und ab 1948 in Manchester, wo er schließlich Reader wurde. 1961 wurde er Professor und Dekan des Mathematik-Departments des Institute of Advanced Studies an der Australian National University in Canberra, wo er auch nach seiner Emeritierung 1974 lebte.
In seiner Dissertation in Cambridge führte er Gruppenvarietäten ein und untersuchte u. a., ob diese eine endliche Basis haben (der allgemeine Fall wurde von Olschanskij 1969 negativ beschieden). Mit seiner Frau Hanna Neumann und Graham Higman bewies er 1949 das HNN-Einbettungstheorem: Jede abzählbare Gruppe kann in eine Gruppe, erzeugt von zwei Generatoren, eingebettet werden.
Neumann interessierte sich auch für Mathematikgeschichte und veröffentlichte Aufsätze u. a. über Ada Lovelace und ihr Verhältnis zu Charles Babbage und Augustus De Morgan. Er spielte eine bedeutende Rolle im Aufbau der Universitäts-Mathematik und Lehrerausbildung in Australien. 1994 erhielt er dafür die Companionship of the Order of Australia.
Neumann war Vizepräsident der London Mathematical Society von 1957 bis 1959, Vizepräsident der australischen mathematischen Gesellschaft und 1966 bis 1968 ihr Präsident. 1949 erhielt er den Preis der wissenschaftlichen Gesellschaft von Amsterdam. Er gewann 1952 den Adams-Preis der Universität Cambridge (für An Essay on free products of groups with amalgamations), war ab 1959 Fellow der Royal Society und Mitglied der australischen Akademie der Wissenschaften (1963). Für diese gab er 1980/1981 sechs Bände Mathematics at work heraus. Dazu spielte er leidenschaftlich Cello.
1970 war er Invited Speaker auf dem Internationalen Mathematikerkongress in Nizza (Properties of countable character).
1938 heiratete er die Mathematikerin Hanna Neumann (1914–1971, geborene von Caemmerer), die er noch aus der Studienzeit in Berlin kannte. Mit ihr hatte er drei Söhne und zwei Töchter. Nach dem Tod seiner ersten Frau heiratete er 1973 Dorothea Frieda Auguste Zeim. Zwei Söhne aus seiner ersten Ehe, Peter und Walter David Neumann, wurden ebenfalls Mathematiker.

## Schriften
- Higman, Graham; Neumann, B. H.; Neumann, Hanna: Embedding theorems for groups. J. London Math. Soc. 24 (1949), 247–254.
- Lectures on topics in the theory of infinite groups. 1960
- Selected Works of Bernard and H.M.Neumann. 6 Bände